# Гелена (Міссісіпі)
Гелена (англ. Helena) — переписна місцевість (CDP) в США, в окрузі Джексон штату Міссісіпі. Населення — 983 особи (2020).

## Географія
Гелена розташована за координатами 30°29′17″ пн. ш. 88°30′20″ зх. д. / 30.48806° пн. ш. 88.50556° зх. д. (30.488076, -88.505567).  За даними Бюро перепису населення США в 2010 році переписна місцевість мала площу 10,85 км², уся площа — суходіл.

## Демографія
Згідно з переписом 2010 року, у переписній місцевості мешкали 1184 особи в 429 домогосподарствах у складі 325 родин. Густота населення становила 109 осіб/км².  Було 472 помешкання (44/км²).
Расовий склад населення:
| - 86,5 % — білих - 10,2 % — чорних або афроамериканців - 0,8 % — азіатів |

До двох чи більше рас належало 1,7 %. Частка іспаномовних становила 2,3 % від усіх жителів.
За віковим діапазоном населення розподілялося таким чином: 22,9 % — особи молодші 18 років, 63,0 % — особи у віці 18—64 років, 14,1 % — особи у віці 65 років та старші. Медіана віку мешканця становила 40,7 року. На 100 осіб жіночої статі у переписній місцевості припадало 103,8 чоловіків;  на 100 жінок у віці від 18 років та старших — 100,2 чоловіків також старших 18 років.
Середній дохід на одне домашнє господарство  становив 62 563 долари США (медіана — 38 350), а середній дохід на одну сім'ю — 71 267 доларів (медіана — 44 414). За межею бідності перебувало 13,3 % осіб, у тому числі 0,0 % дітей у віці до 18 років та 6,8 % осіб у віці 65 років та старших.
Цивільне працевлаштоване населення становило 466 осіб. Основні галузі зайнятості: виробництво — 33,7 %, роздрібна торгівля — 23,6 %, освіта, охорона здоров'я та соціальна допомога — 10,9 %, оптова торгівля — 7,1 %.